# Scott McBain
Scott McBain (* Juni 1960 in Stirling, Schottland) ist das Pseudonym eines schottischen Autors, der bereits mehrere erfolgreiche Romane verfasst hat. Scott McBain hat bis 1969 in Girvan, einer Stadt an der Westküste Schottlands, gelebt und zog nach der Scheidung seiner Eltern nach England, wo er auch seine Ausbildung erhielt.
Er schloss ein Studium der Rechtswissenschaften in Cambridge am Peterhouse bis zur Graduierung und nochmals weitere vier Jahre als „post-graduate level“-Student von 1978 bis 1982 ab. In den Jahren 1986 bis 1987 erhielt er ein Stipendium der Fulbright-Commission und studierte an der Harvard University von 1986 bis 1987.
McBain wird in den verschiedenen Quellen als reiselustig beschrieben, so soll er unter anderem Albanien, die Mongolei und Nordkorea besucht haben. Ferner hat er in vielen der Länder, die in seinen Büchern genannt oder beschrieben werden, entweder gelebt (Panama, 1982–84; Peking, China, 1982–84) oder er hat diese besucht. Zurzeit lebt Scott McBain in Panama und ist mit einer Einheimischen verheiratet.

## Werke
- The Mastership Game. HarperCollins, London 2000, ISBN 0-0065-1339-5.
  - deutsch: Die Geheimloge. Mystery-Thriller. Knaur, München 2007, ISBN 978-3-426-63590-2 (EA München 2003)
- The Coins of Judas. HarperCollins, London 2001, ISBN 0-0022-6120-0.
  - deutsch: Der Judasfluch. Roman. Droemer Knaur, München 2008, ISBN 978-3-426-62476-0 (EA München 2001).
- The Final Solution.[1]
  - deutsch: Der Mastercode. Thriller. Droemer Knaur, München 2005, ISBN 3-426-62902-X.
- To Speak of Angels.[1]
  - deutsch: Das Judasgift. Thriller. Knaur-Taschenbuchverlag, München 2007, ISBN 978-3-426-63747-0.
- The Serpent And The Minotaur.[1]
  - deutsch: Das Nemesis-Spiel. Knaur-Taschenbuchverlag, München 2010, ISBN 978-3-426-50566-3.
- Journey into glory.[1]
  - deutsch: Die Judas-Verschwörung. Knaur-Taschenbuchverlag, München 2014, ISBN 978-3-426-51230-2.